# مغنیه (استان تلمسان)
مغنیه (به عربی: مغنية) یک شهرداری در الجزایر است که در ناحیه مغنیه واقع شده‌است. مغنیه ۱۱۴٬۶۳۴ نفر جمعیت دارد.